# 京本喬介
京本 喬介（1990年8月8日 - ）は、日本の小説家。東京都生まれ。

## 略歴
日本大学藝術学部中退後、21歳で小説家デビュー。現在は大田区に在住。将来の目標は著作リストの空白を物語の題名で黒く埋め尽くすこと。

## 作品リスト
- 僕達はドクターじゃない（2012年5月25日、メディアワークス文庫 ISBN 9784048864824） イラスト：しらび
  - 僕達はドクターじゃない Karte2（2013年6月25日、メディアワークス文庫 ISBN 9784048916769） イラスト：しらび
- 史上最低の女弁護士（2013年8月24日、メディアワークス文庫 ISBN 9784048915359） イラスト：今井喬裕
- アフターライフレストラン-お客さまは幽霊です-（2016年2月25日、メディアワークス文庫 ISBN 9784048658690） イラスト：田中寛崇[3]
- 天才・逢木恭平のキカイな推理（2017年2月25日、メディアワークス文庫 ISBN 9784048927482） イラスト：ミキワカコ